# Alimentation par le sol

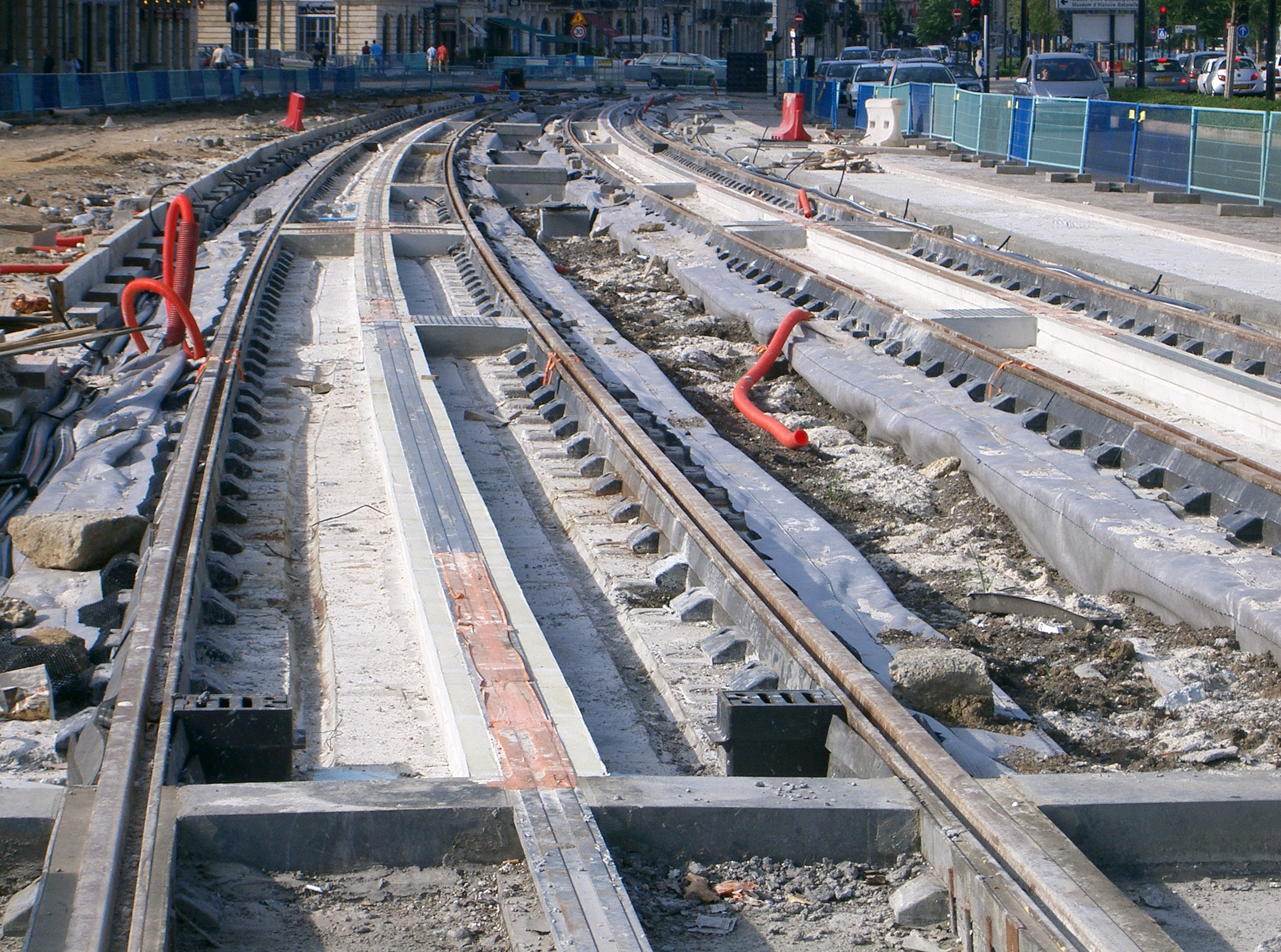
Zwischen den Fahrschienen liegt die Stromschiene; (Das Bild entstand während des Baus der Straßenbahn Bordeaux)

Alimentation par le sol (Kurzbezeichnung APS; dt.: Versorgung über den Boden) ist ein von einem Tochterunternehmen der Firma Alstom für ihre Citadis-Straßenbahnen entwickeltes System zur Stromversorgung über eine in die Fahrbahn eingelassene Stromschiene. Da teurer in Installation und Betrieb als die übliche Oberleitung, beschränkt sich der Einsatz auf Abschnitte, wo jene das Stadtbild besonders stören würde. APS ist in weltweit sieben Städten in Betrieb, erstmals 2003 in Bordeaux. Andere Lösungen mit Batteriebetrieb zwischen Ladestationen oder Abschnitten mit Oberleitung realisierte Alstom z. B. in Nizza.

## Funktionsweise

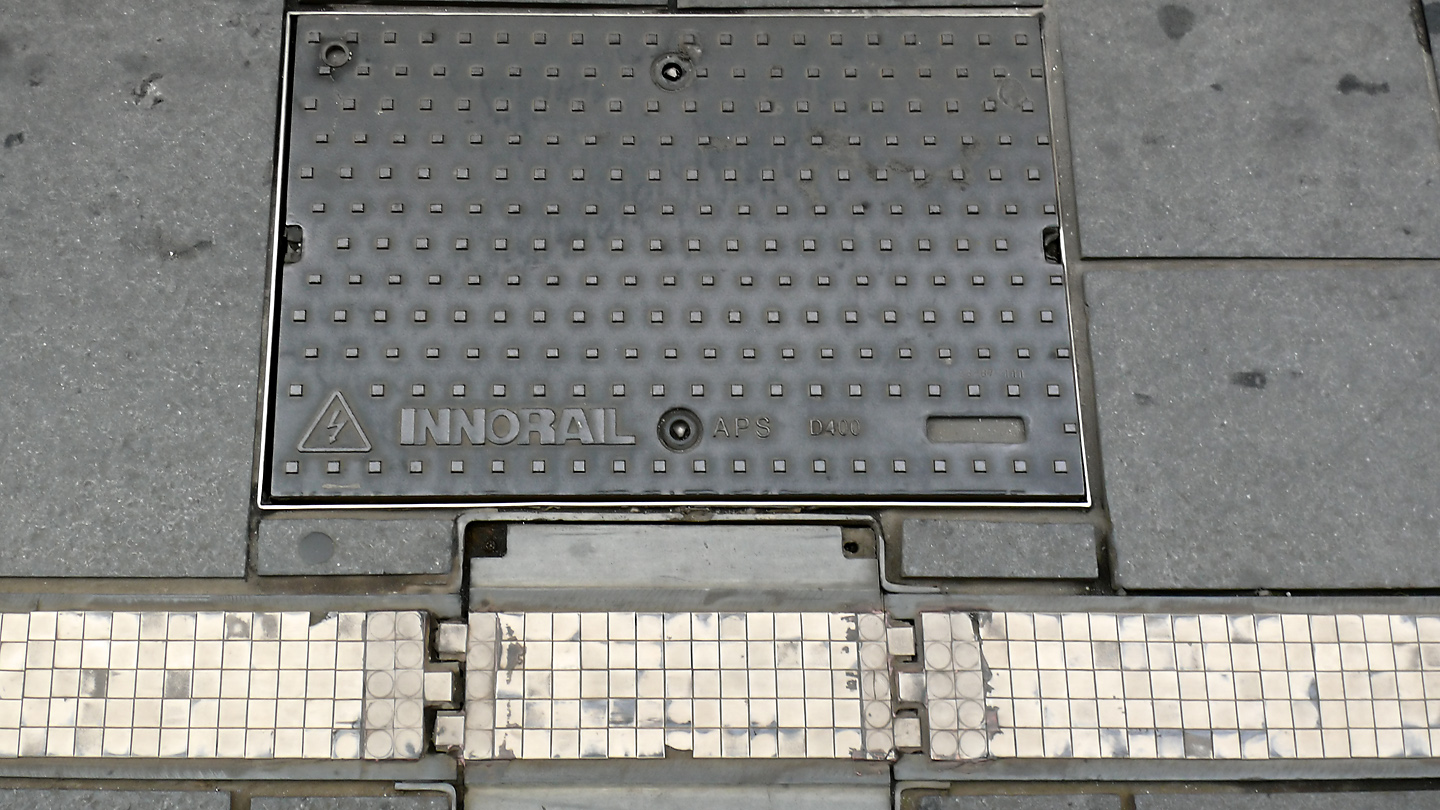
Im Boden neben der Stromschiene eingelassene Kontrollbox („coffret“)

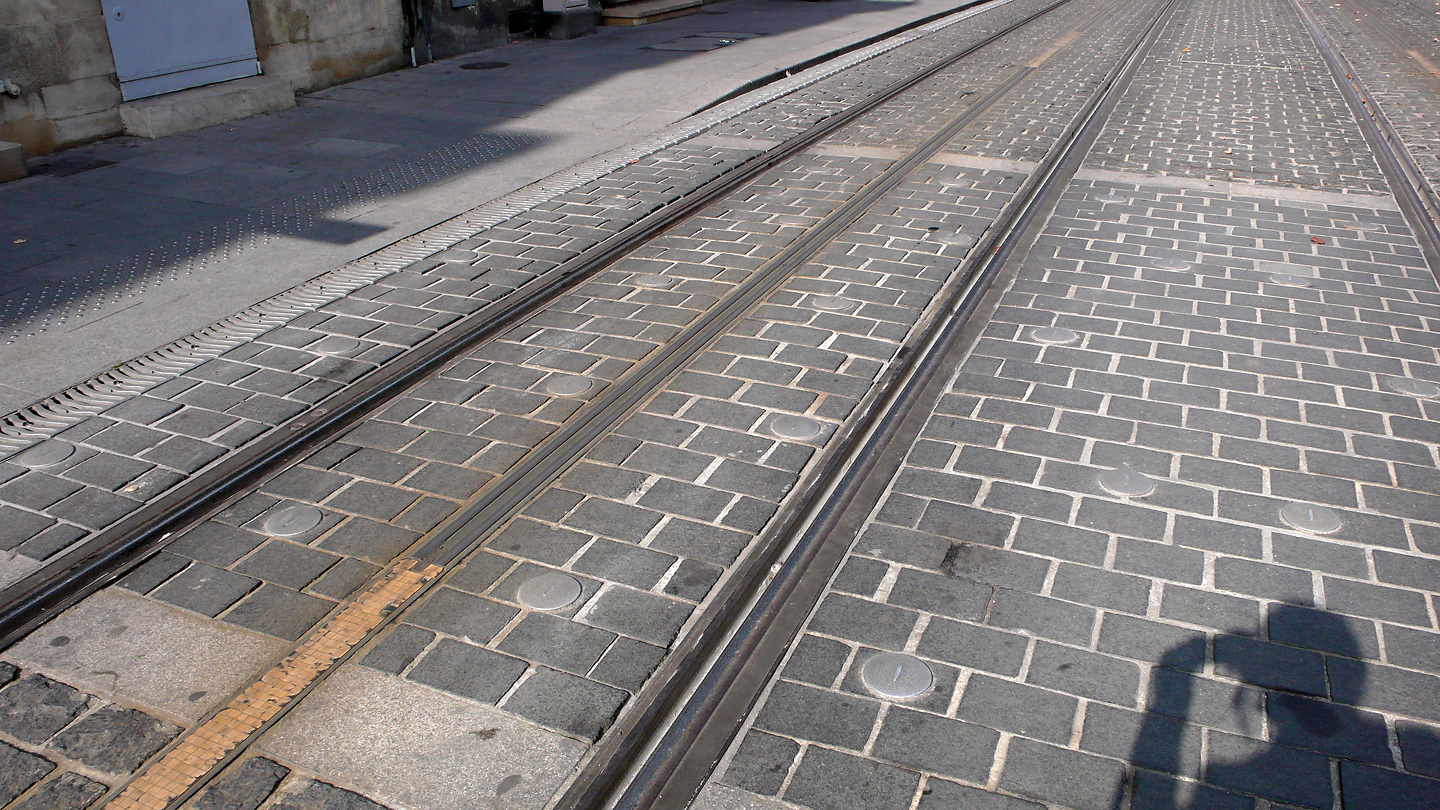
Stromschiene, links unten ein isolierter Abschnitt

Bei diesem System befindet sich zwischen den beiden Schienen, auf denen die Räder laufen, eine Stromschiene, die 750 Volt Gleichspannung führen kann. Die Stromschiene ist in einzelne Sektionen unterteilt. Jede Sektion besteht aus einer acht Meter langen spannungsführenden Schiene und einem drei Meter langen isolierten Abschnitt.
Der spannungsführende Teil der Stromschiene ist normalerweise abgeschaltet, so dass Passanten nicht gefährdet werden. Wird die Stromschiene von einem Triebwagen überfahren, so sendet dieser per Funk ein codiertes Signal zur im Boden eingelassenen Kontrollbox („coffret“), was jenen Abschnitt der Stromschiene aktiviert, der sich zur Gänze unter dem Fahrzeug befindet. Es können maximal zwei der elf Meter langen Segmente gleichzeitig aktiviert werden. Alle 22 m befindet sich eine im Boden eingelasse Kontrollbox zur Steuerung der Spannungsversorgung des jeweiligen Abschnittes. Bevor der Triebwagen ein Segment verlässt, wird der Abschnitt von der Kontrollbox wieder abgeschaltet und aus Sicherheitsgründen geerdet. Die Fahrzeuge verfügen über zwei Stromabnehmer („frotteurs“), so dass immer einer der beiden unter Spannung steht, auch wenn der andere gerade ein isoliertes Stück überfährt.
Des Weiteren befindet sich im Bereich jeder Station eine automatische Kontrollstation, die den Betriebszustand überwacht. Steht ein Teilabschnitt unter Spannung, obwohl sich kein Triebwagen über ihm befindet, so wird innerhalb von 0,2 Sekunden der gesamte Streckenabschnitt abgeschaltet. Danach wird das gestörte Teilstück identifiziert, deaktiviert, und die übrigen Teilabschnitte wieder aktiviert. Dieser Vorgang dauert zwei Sekunden. Ist ein Teilabschnitt gestört und kann bis zur Schadensbehebung nicht mehr aktiviert werden, so schalten die Fahrzeuge automatisch auf Batteriebetrieb um. Sie können dann eine maximale Strecke von 150 Metern mit einer Geschwindigkeit von 3 km/h bewältigen.

## Die Situation in Bordeaux

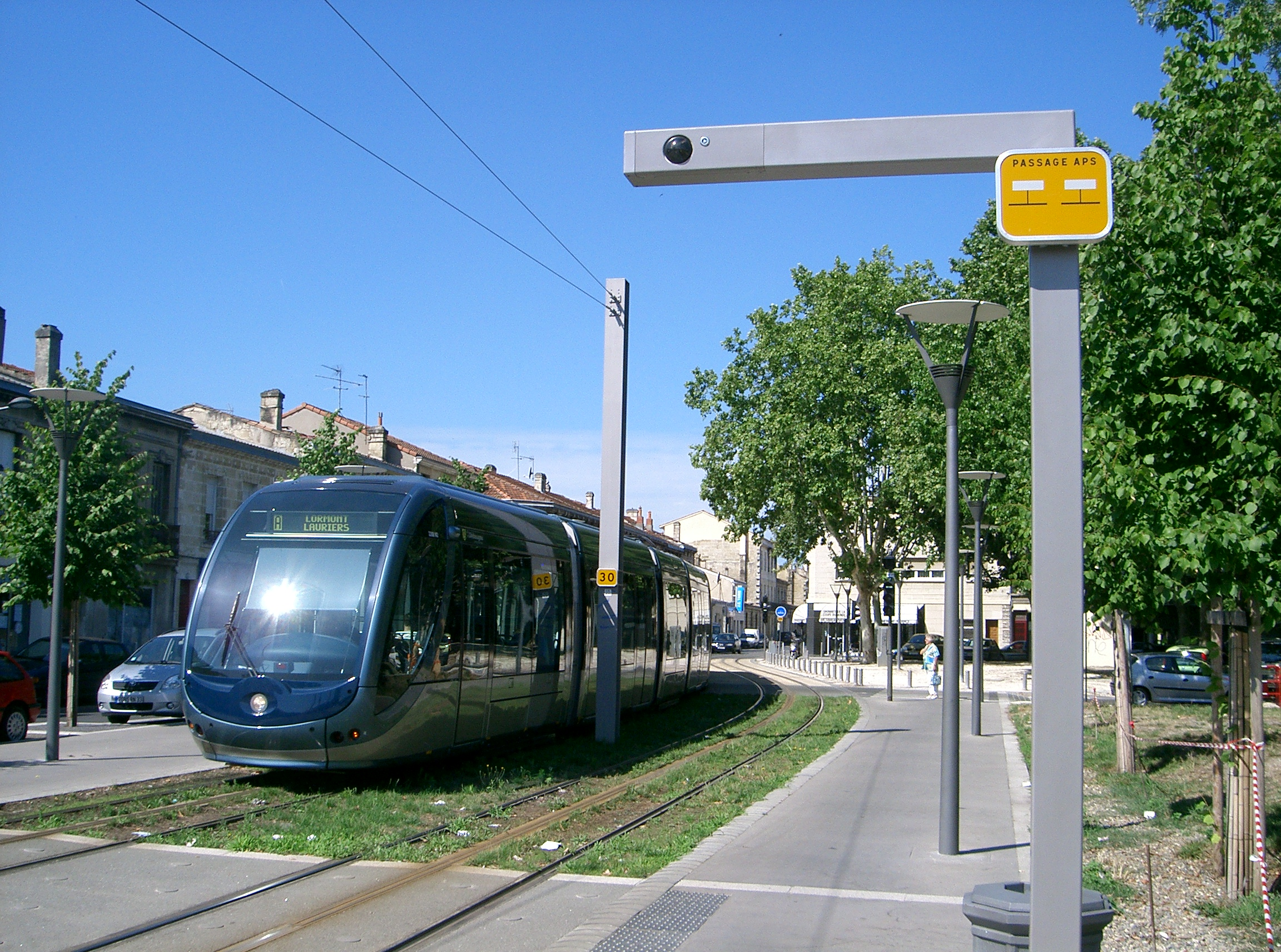
Übergang zwischen Oberleitung und dem APS-System

Um das Stadtbild nicht zu stören, fährt die Straßenbahn Bordeaux in der Innenstadt und in manchen Vororten ohne Oberleitung. Insgesamt sind 10.850 Meter mit dem APS-System ausgestattet.
In den Außenbereichen von Bordeaux fahren die Straßenbahnzüge konventionell mit Oberleitung und Dachstromabnehmer. Das Umschalten auf die jeweils andere Betriebsart findet während des Aufenthalts an bestimmten Haltestellen statt und wird vom Fahrer initiiert. Der Vorgang dauert 20 Sekunden und verlängert die normale Aufenthaltszeit nicht. Der Hersteller Alstom wäre in der Lage gewesen, das System so zu konstruieren, dass die Umschaltung zwischen Oberleitung und APS automatisch und bei voller Geschwindigkeit erfolgt. Aus Kostengründen hat man darauf verzichtet und dem Fahrer die Aufgabe übertragen. Vergisst der Fahrer das Umschalten, so wird er durch einen Signalton gewarnt, sobald er anzufahren versucht.
Das System APS gilt als äußerst innovativ, hatte aber mit Startschwierigkeiten zu kämpfen. Betriebsstörungen waren in der Anfangsphase an der Tagesordnung und oft musste ein Ersatzverkehr mit Bussen durchgeführt werden, was Zusatzkosten von 500 000 Euro pro Jahr verursachte. Mittlerweile hat das System eine zufriedenstellende Betriebssicherheit erreicht, wenngleich auch immer noch gelegentliche Störungen auftreten. Hauptursache ist stehendes Wasser nach starken Regenfällen, was zu elektrischen Defekten führen kann. Daher wurde es anfangs wegen seiner technischen Probleme von den Einwohnern Bordeaux’ und der örtlichen Presse stark kritisiert.  Das Unterflursystem APS ist in der Errichtung etwa dreimal so teuer wie eine konventionelle Oberleitung und verursacht signifikant höhere Wartungs- und Betriebskosten. Außerdem verteuert das System jede Straßenbahngarnitur um ca. 100 000 Euro. Allerdings weisen die Projektverantwortlichen in Bordeaux darauf hin, dass die Straßenbahn nur ein Viertel dessen gekostet hat, was eine U-Bahn gekostet hätte.

## Einsatz in anderen Städten

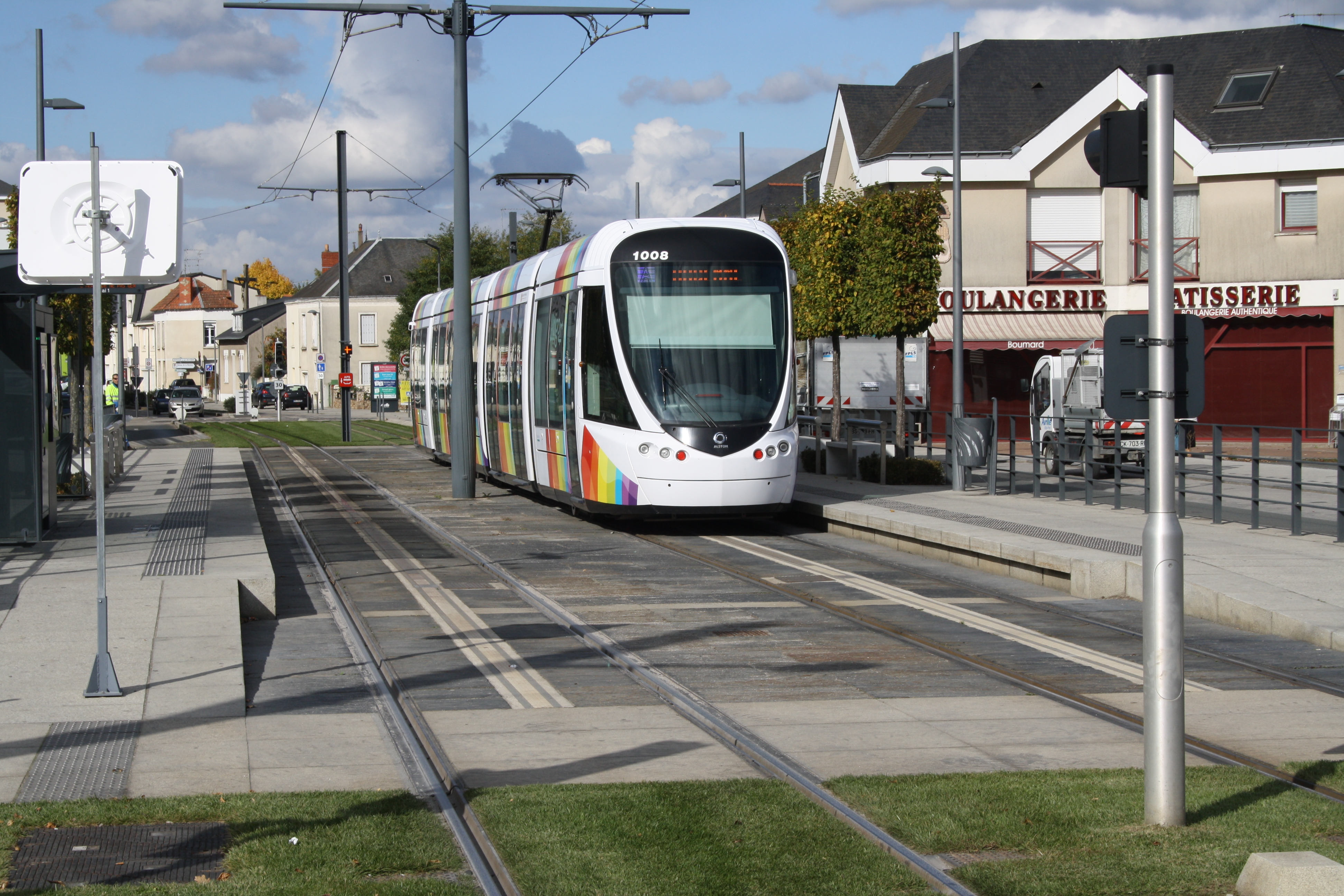
Systemwechselstelle der Straßenbahn Angers in Avrillé, der Dachstromabnehmer wird soeben eingezogen

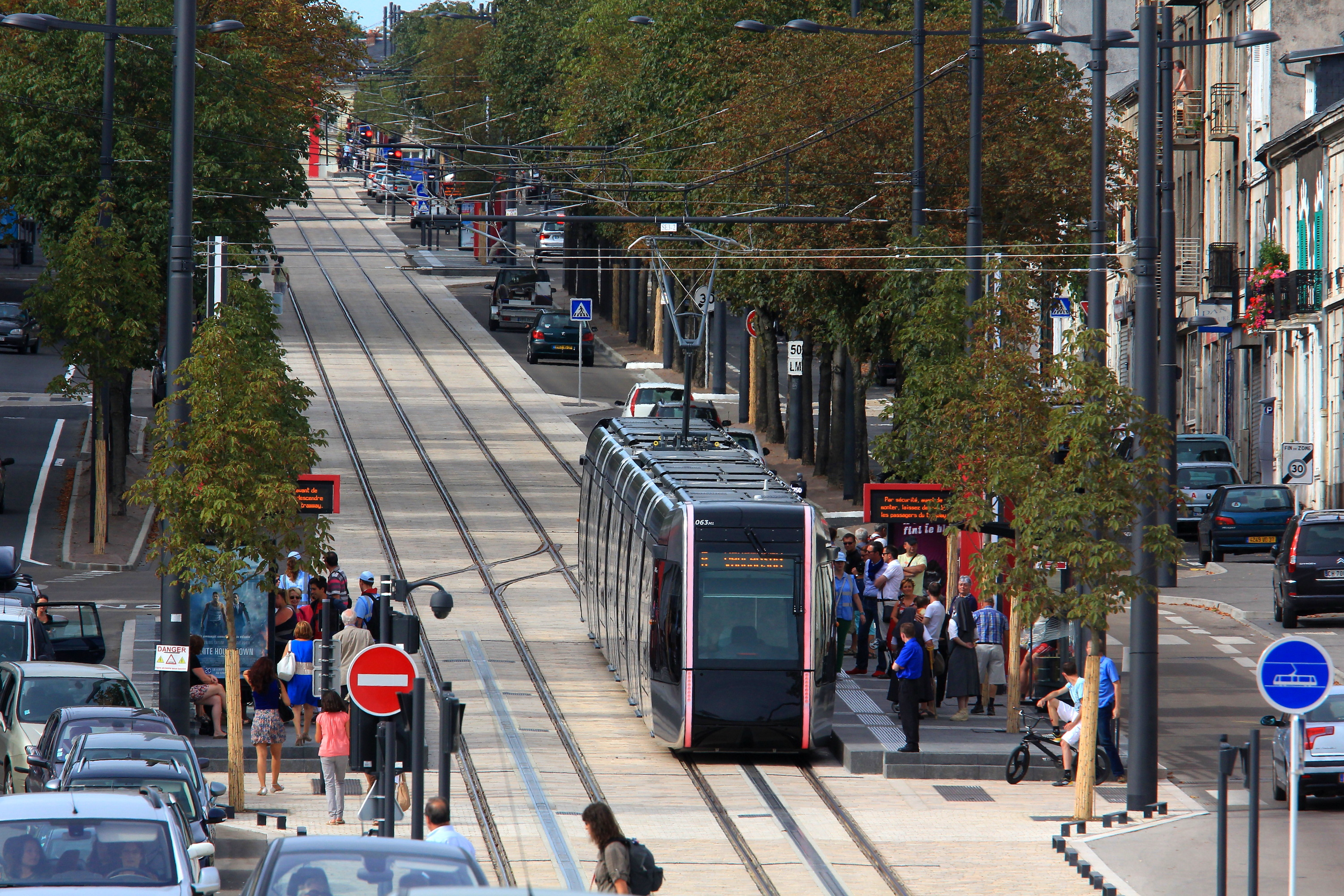
Die Station Choiseul in Tours ist Systemwechselstelle
Oberleitung / Stromschiene

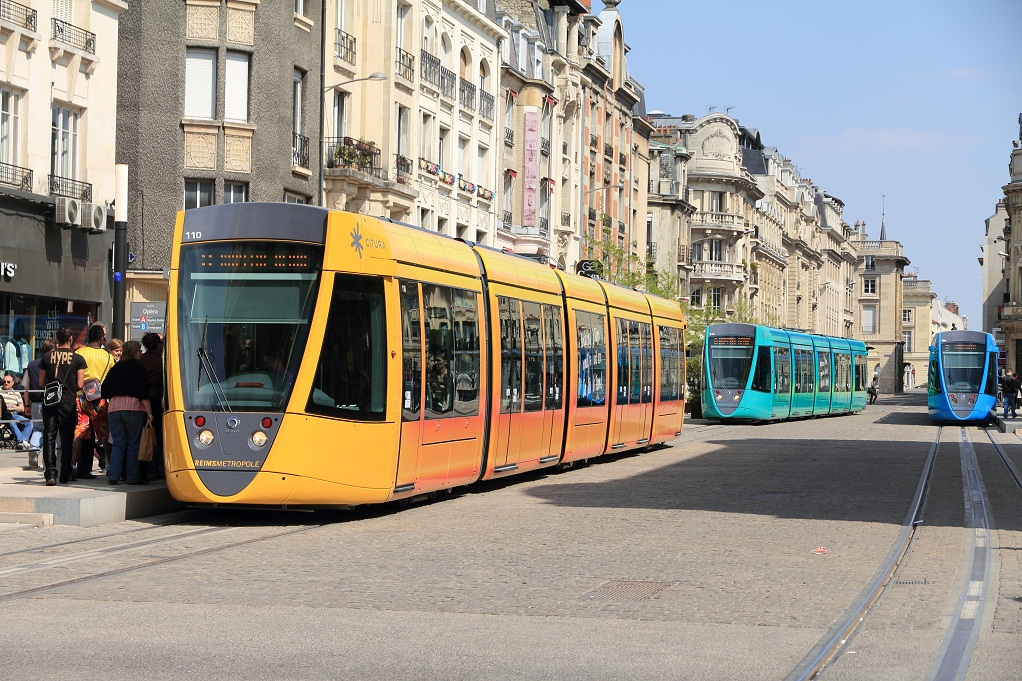
Stromschiene der Straßenbahn in Reims

Mittlerweile haben sich aber die Vorzüge des Systems herausgestellt, mehrere Städte führten es ein oder planen dessen Einführung. In Reims wurde im Frühjahr 2011 ein 2 km langes Teilstück der Straßenbahn mit dem System APS in Dienst gestellt. Die Stadt Angers baute zwei insgesamt 1,5 km lange Abschnitte ihrer im Juni 2011 eröffneten Straßenbahn ohne Oberleitung. Bei der Straßenbahn Orléans wurde im Juni 2012 das APS-System auf einem Teilstück der Strecke B eingeführt. Auch Tours, mit einer 2013 eröffneten 2 km langen APS-Strecke, und Dubai entschieden sich für APS. In anderen Städten wurde ebenfalls die Einführung des APS-Systems erwogen, unter anderem in Marseille, Aachen, Nizza (entschied sich zuerst für Akku), Edinburgh und Melbourne. Die 2016 fertiggestellte Straßenbahn in Rio de Janeiro ist komplett mit APS-Stromschienen ausgestattet worden.
Sydney hat 60 Citadis X05 mit APS geordert, die auf einem 2 km langen Teilstück in der Stadtmitte ohne Oberleitung fahren.
10 Jahre nach Ausstattung der ersten Bahnlinie mit dem APS-System hat Alstom 151 Straßenbahnzüge mit dieser Technik ausgestattet. Die APS-Strecken haben eine Gesamtlänge von 43 km.

## Alstom SRS
Alstom hat 2015 das System SRS für die Triebwagen der Bauart Citadis X05 vorgestellt, das vom System APS abgeleitet ist. Dabei gibt es nur im Bereich von Haltestellen die versenkte Mittelstromschiene, die durch ausklappbare Kontaktschuhe eine direkte Ladung ermöglicht. Die Erkennung des Ladewunsches erfolgt hier durch einen Funkkontakt zur stationsseitigen Elektronik. Die bordseitigen Superkondensatoren werden unter der Option Ecopack von Alstom vermarktet, die in 20 Sekunden geladen werden können.
Alstom hat 2019 das System SRS auch für elektrische Busse adaptiert. Zulieferer für das System in Malaga war der Bushersteller Lekker. Als Forschungsprojekt PALOMA (Prototype for Alternative Operation of Mobility Assets) wurde es von der EU kofinanziert. Hierbei werden modifizierte Bodenkontakte an den Endhaltestellen errichtet, die über die ausklappenden Kontaktschuhe eine Ladeleistung von 200 kW ermöglichen, sodass der Bus innerhalb weniger Minuten aufgeladen werden kann.
Das System SRS (système de recharge statique par le sol) wird von einigen Städten bereits eingesetzt. Bei der Straßenbahn Nizza wurde eine vollständig oberleitungsfreie Strecke im Juli 2018 eröffnet. Verbaut wurden Energiespeicher vom Typ JSR Micro ULTIMO Lithium Ion Capacitor Prismatic Cells mit einer Kapazität von insgesamt 13,5 kWh. Die Aufladung findet bei 750 V mit 1200 A an den 15 mit SRS ausgestatteten Haltestellen statt.